# عبد الله الدوسري (لاعب كرة قدم مواليد 1992)
عبد الله مبارك حمدان الدوسري، لاعب كرة قدم سعودي، ..
مثل نادي الهلال في الفئات السنية و نادي الشرق .